# Lasse Brandeby
Lars Thorsten "Lasse" Brandeby, född 27 april 1945 i Karl Johans församling i Majorna i Göteborg, död 20 november 2011 i Göteborg (skriven i Släps församling i Kungsbacka), var en svensk journalist, skådespelare och komiker. Han var mest känd för de två komiska rollfigurerna Kurt Olsson och Rolf Allan Mjunstedt. Kurt Olsson föddes 1979 och syntes inte minst åren 1987–1992 i TV och andra medier, medan Mjunstedt hade en egen TV-serie 1994–1998.

## Biografi

### Uppväxt och tidiga år
Lars Brandeby föddes 1945 i Majorna i Göteborg. Han växte upp vid Gråberget i stadsdelen 1:a roten i Majorna och var son till kamrer Torsten Brandeby (1908–2001) och Annie Brandeby (1906–1984), född Karlsson. Som barn tillbringade han somrarna i föräldrarnas sommarstuga vid Önnereds brygga. Han var anställd på Sandgren & Ström ingenjörsbyrå i Göteborg 1960–1971 som VVS-ingenjör, var obs-lärare på högstadiet i Kungsbacka 1971–1975, fritidsgårdsföreståndare i Göteborg 1975–1977 och lärare vid högstadiet i Skene 1979–1980. Han jobbade även ett tag på Sätilaskolan. Han läste vid journalisthögskolan 1980–1981, men hoppade av sista terminen, och arbetade som journalist på Radio Sjuhärad i Borås 1981–1985.
Brandeby började intressera sig för musik redan som 12-åring och ville först spela trumpet, men det blev istället klarinett med Sidney Bechet och Acker Bilk som idoler. Åren 1961–1966 spelade han tenorsax i popbandet High Notes, vilket han startat som Hasse Brandys orkester. Han debuterade 1985 som skådespelare i Nationalteatern i Göteborg.

### Kurt Olsson
Lasse Brandeby var mest känd för rollen som Kurt Olsson, en excentrisk man i 60-talsfrisyr och rutig kavaj. Figuren Kurt Olsson föddes på en stor konferens när Brandeby var fritidsledare, och då han skulle redogöra för ekonomin på ett blädderblock. Fortsättning följde i lokalradion 1979, men han blev rikskänd genom TV-serien Kurt Olssons Television (1987). Kurt återkom i TV med Fådda blommor, Kurt Olssons sommartelevision, Kurt Olssons julkalender och Hemma hos Olssons, alltid i sällskap med sin hunsade assistent Arne, spelad av Hans Wiktorsson, och Damorkestern med Gudrun (Anki Rahlskog) på triangel. Brandeby gestaltade även Kurt Olsson på scen, bland annat i en krogshow på Trägårn i Göteborg med Siw Malmkvist.
I rollen som Kurt Olssons vildsinte far i filmen Kurt Olsson – filmen om mitt liv som mig själv, fick Brandeby beröm i USA: "Stundtals håller Lasse Brandeby samma klass som Peter Sellers och John Cleese" skrev tidningen Variety i sin recension av filmen.

### Rena rama Rolf
Lasse Brandeby gestaltade Rolf Allan Mjunstedt i Rena rama Rolf 1994–1998 som spårvagnsförare hos Göteborgs Spårvägar. Mjunstedt är gift med Elisabet "Bettan" Mjunstedt, gestaltad av Carina Boberg. De bor grannar med Nils "Nisse" och Ina Lind som gestaltas av Robert Gustafsson och Karolina Rahm. Men i säsong 4 och 5 medverkade inte Robert Gustafsson och Karolina Rahm utan Rolf och Bettan fick nya grannar, Conny och Monica Raberud, som gestaltades av Jojje Jönsson och Mi Ridell.

### Övriga roller
Brandeby medverkade även i en rad andra sammanhang. Han spelade fars hos Hagge Geigert på Lisebergsteatern, folklustspel med Eva Rydberg på Fredriksdalsteatern, revy med Kent Andersson på Teater Aftonstjärnan och sommarteater på Gunnebo slott där han bland annat gjorde Orgon i Tartuffe. Han ersatte Magnus Härenstam som Njegus i operetten Glada änkan på Galateatern i Malmö. Under två år gjorde han managern i musikalen I hetaste laget på Cirkus i Stockholm.
Han medverkade också i underhållningsprogrammet Let's Dance på TV4 2007, där han uppträdde med Ann Lähdet. 2007 spelade han Kurt i Strindbergs Dödsdansen på Teater Aftonstjärnan (2007). De sista åren medverkade han i turnerande farser av producerade av Dröse & Norberg: Pengarna eller livet (2009) och Liket som visste för mycket (2010–2011).
Brandeby drev det egna filmproduktionsbolaget Bertil & Bertil Kulmakarna Nöjes KB. Brandebys sista roll var som Sven Andersson i thriller-serien om Irene Huss.

### Sjukdom och död
Lasse Brandebys sista år i livet präglades av ohälsa. År 2007 drabbades han av en svår lunginflammation och i mars 2008 fick han två hjärnblödningar i samband med en revyföreställning. Under inspelningarna av Fångarna på fortet 2011 insjuknade han återigen och vid hemkomsten konstaterades njursvikt och Brandeby låg på sjukhus stora delar av sommaren och hösten. Sjukdomen tvingade honom att ställa in flera framträdanden. Brandeby avled på Sahlgrenska Universitetssjukhuset i Göteborg den 20 november 2011. Han hade då i nästan fyra års tid lidit av obotlig prostatacancer. Den 12 december samma år begravdes Brandeby i Masthuggskyrkan i Göteborg. Han är gravsatt i familjegraven på Västra kyrkogården i Göteborg.

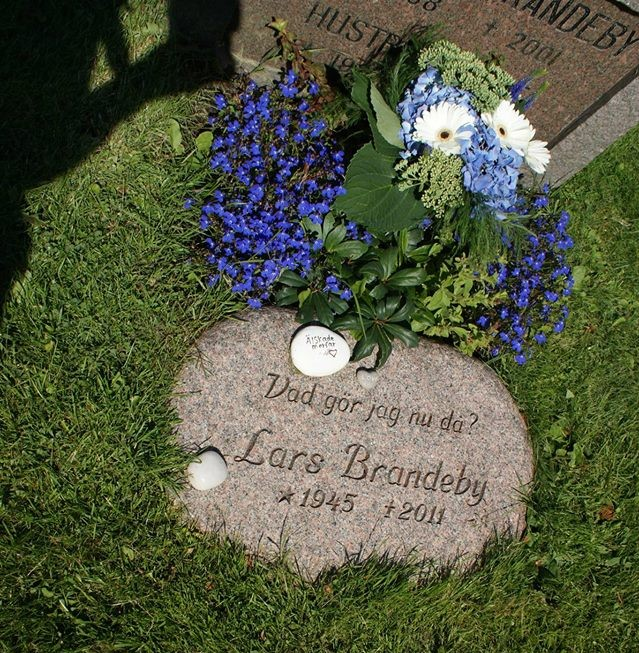
Lasse Brandebys gravsten på Västra kyrkogården, Göteborg

### Familj
Brandeby var gift med adjunkt Unni Brandeby (ogift Petterson, född 1946) från 1966 till 1993. Parets dotter Anna Brandeby Harström (född 1968) är verksam inom filmbranschen. Brandeby var vid sin död sambo med scriptan Ninnie Fjelkegård.

## Politiskt engagemang
Politiskt befann sig Brandeby på vänsterkanten, dock utan att vara medlem i ett politiskt parti. Ett spektakulärt tillfälle var när han och Janne Josefsson år 1983 i radioprogrammet Elfte timmen försökte ringa Chiles diktator Augusto Pinochet i Santiago, för att spela upp en sång av Víctor Jara. Samtalet kopplades aldrig fram till Pinochet, men Jaras Canto Libre spelades upp för mottagaren i Monedapalatset.
Brandeby uppträdde flera gånger för Kommunistiska Partiet vid valmöten, galor och liknande.

## Filmografi (urval)
- 1987 – Kurt Olssons television (TV-serie)
- 1988 – Fådda blommor (TV-serie)
- 1989 – Kurt Olssons Sommartelevision (TV-serie)
- 1990 – Kurt Olsson – filmen om mitt liv som mig själv
- 1990 – Kurt Olssons julkalender (TV-serie)
- 1990 – Bulan
- 1994–1998 – Rena rama Rolf (TV-serie)
- 1996 – Polisen och pyromanen (TV-serie)
- 1996 – Snacka om nyheter (TV-serie)
- 1996 – En fyra för tre (TV-serie)
- 1997 – Skallgång (film)
- 1997 – Hemma hos Olssons (TV-serie)
- 1997 – Hitler och vi på Klamparegatan
- 1999 – Blåsningen (TV-serie)
- 2000 – Flykten från hönsgården
- 2000 – Pettson och Findus – Kattonauten
- 2002 – Dieselråttor & sjömansmöss (TV-serie)
- 2006 – Fridtjofs jul
- 2007 – Irene Huss (filmer)
- 2007 – Tatuerad torso
- 2007 – Den krossade tanghästen
- 2007 – Sing a long (TV-serie)
- 2008 – Nattrond
- 2008 – Glasdjävulen
- 2008 – Eldsdansen
- 2008 – Guldkalven
- 2011 – Den som vakar i mörkret
- 2011 – Det lömska nätet
- 2011 – En man med litet ansikte
- 2011 – Tystnadens cirkel
- 2011 – I skydd av skuggorna
- 2011 – Jagat vittne

## Teater

### Roller (ej komplett)
| År   | Roll                 | Produktion                                                               | Regi            | Teater                   |
| ---- | -------------------- | ------------------------------------------------------------------------ | --------------- | ------------------------ |
| 1986 | Torarin              | Herr Arnes penningar Selma Lagerlöf                                      | Håkan Wennberg  | Nationalteatern          |
| 1987 | herr Raring          | Peter Pan J.M. Barrie                                                    | Med Reventberg  | Nationalteatern          |
| 1992 | Njegus               | Glada änkan (Die lustige Witwe) Franz Lehar                              |                 | Galateatern, Malmö.      |
| 1994 | Bienstock            | I hetaste laget (Sugar) Peter Stone, Jule Styne och Bob Merrill          | Bo Hermansson   | Cirkus, Stockholm        |
| 1996 | Jonny Molin          | Upp till camping Åke Cato och Mikael Neumann                             | Hans Bergström  | Fredriksdalsteatern      |
| 1996 | Tito Merelli         | Panik på Operan (Lend Me a Tenor) Ken Ludwig                             | Hans Bergström  | Lisebergsteatern         |
| 1997 |                      | Prazzel (Out of Order) Ray Cooney                                        | Hans Bergström  | Lisebergsteatern.        |
| 1998 |                      | Släkten är värst (One For The Pot) Ray Cooney och Tony Hilton            | Karin Bergström | Lisebergsteatern.        |
| 1999 | Alvar Dysterkvist    | Fröken Fleggmans mustasch Hans Alfredson & Tage Danielsson               | Hans Bergström  | Lisebergsteatern         |
| 2000 | Rolf Allan Mjunstedt | Rena rama Rolf Wilhelm Behrman och Gustaf Skördeman                      | Krister Classon | Vallarnas friluftsteater |
| 2002 | Jacob skomakare      | Jeppe på berget (Jeppe paa Bierget) Ludvig Holberg                       | Ivo Cramér      | Gunnebo slottsteater     |
| 2003 | Medverkande          | Bussresan Ulf Larsson                                                    | Ulf Larsson     | Vasateatern              |
| 2003 | Medverkande          | Ladusprall eller Some like it hö't Povel Ramel                           | Anders Albien   | Hasses Lada              |
| 2004 | Orgon                | Tartuffe (Tartuffe, ou l'Imposteur) Molière                              | Erik Ståhlberg  | Gunnebo slottsteater     |
| 2004 |                      | Schlageryra i folkparken Adde Malmberg, Johan Schildt och Robert Sjöholm | Adde Malmberg   | Intiman                  |
| 2005 |                      | Hederlige Harry (Cash On Delivery) Michael Cooney                        |                 | 2Entertain.              |
| 2006 | Mäster Jaques        | Den girige (L'Avare ou l'École du mensonge) Molière                      | Erik Ståhlberg  | Gunnebo slottsteater     |
| 2007 | Kurt                 | Dödsdansen August Strindberg                                             | Erik Ståhlberg  | Teater Aftonstjärnan.    |
| 2009 |                      | Pengarna eller livet (Funny Money) Ray Cooney                            | Robert Dröse    | Dröse & Norberg.         |
| 2010 |                      | Liket som visste för mycket (Out of Order) Ray Cooney                    |                 | Dröse & Norberg          |